# Ben Hoberman
Ben Hoberman, pseudonimo di Bernard Gilbert Paul Hoberman (Los Angeles, 21 luglio 1922 – Los Angeles, 3 maggio 2014), è stato un attore, regista e conduttore radiofonico statunitense.

## Biografia

### Carriera
Ben nasce a Los Angeles nel 1922 da una famiglia ebrea. Da sempre appassionato di recitazione, inizia la sua carriera nel 1943, all'età di 21 anni, debuttando al Golden Theater of New York. Dal 1945 al 1950 continua la sua carriera come attore in vari musical e come regista per vari spettacoli teatrali. Nel 1960 scrive i discorsi per gli spettacoli radiofonici trasmessi sulla Radio KABC. Ebbe così tanto successo che dal 1962 al 1966 condusse vari programmi radiofonici.

### Morte
È morto nel 2014, all'età di 91 anni per cause naturali.

### Vita privata
È il padre del regista candidato all'Oscar David Hoberman.